# Linear Pulse Code Modulation
LPCM son las siglas de Linear Pulse Code Modulation. Conocido en español como PCM LINEAL, es un formato de audio sin compresión que puede llegar a tener hasta 8 canales de audio en una frecuencia que va desde los 48 a los 96 KiloHertz (kHz). Es muy usado en comunicaciones y también ha sido adoptado por la industria musical. Tiene una tasa de bits máxima de 6.144 MB/s.
El formato, sin comprimir los datos del sonido, simultáneamente captura y muestrea señales analógicas y las transforma en señales digitales.
El PCM Lineal fue definido como parte del estándar DVD aunque la mayoría de los reproductores de DVD solo alcanzan a tener una capacidad de 48 kHz/16-bit .Algunos reproductores más caros que se construyeron son capaces de soportar hasta 96 kHz/24-bit.
Para poder disfrutar los beneficios de este formato será necesario asegurarse de tener el hardware que lo soporte. En caso de la PC, una tarjeta de sonido que soporte el formato 96 kHz/24-bit. Además de eso, la película que se desea ver debe haber sido grabada en el formato de 96 kHz/24-bit tratándose generalmente de conciertos o musicales.
- Datos: Q3241497